# Giáo dục toán học

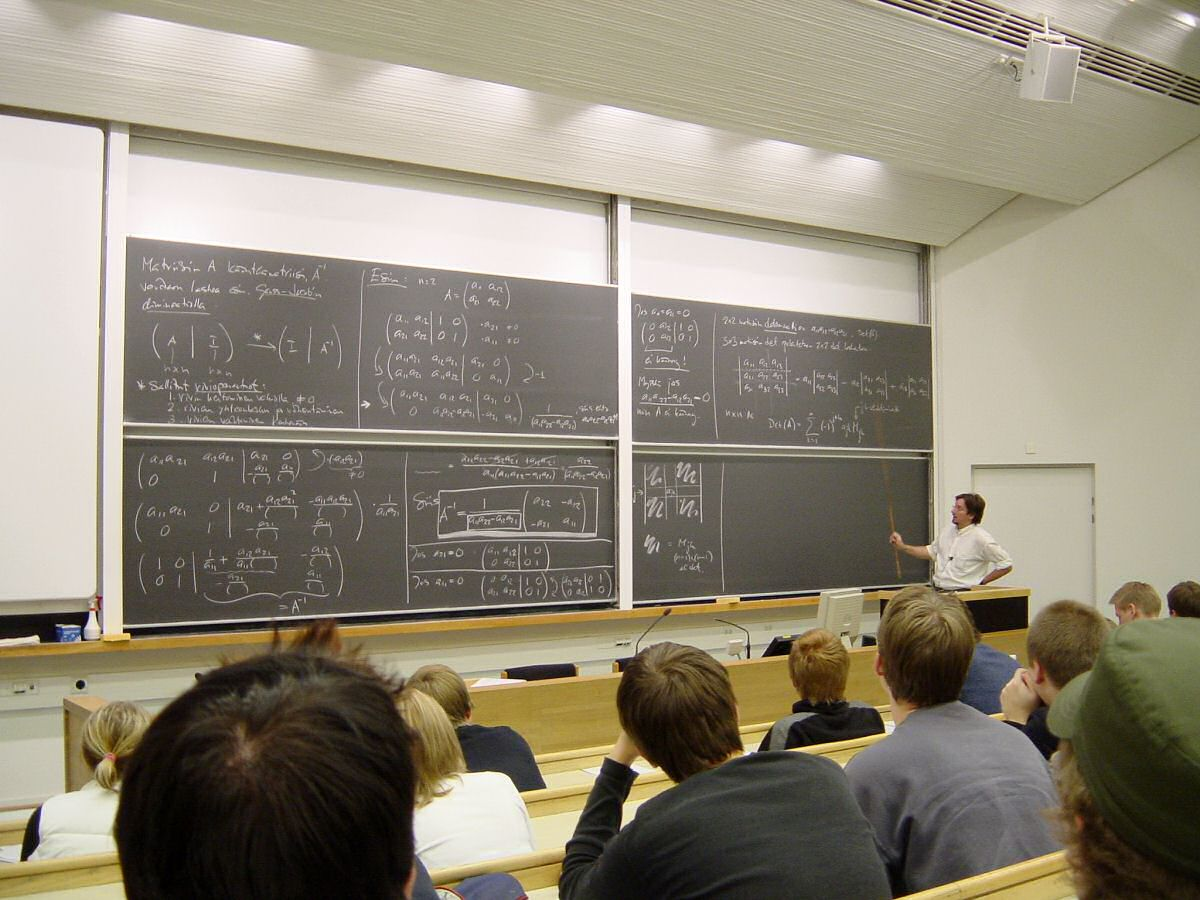
Một tiết dạy toán tại Trường Khoa học và Công nghệ Đại học Aalto

Trong giáo dục đương đại, giáo dục toán học là thực hành dạy và học toán học, cùng với các nghiên cứu học thuật liên quan.
Các nhà nghiên cứu giáo dục toán học chủ yếu quan tâm đến các công cụ, phương pháp và cách tiếp cận tạo điều kiện thuận lợi cho việc thực hành hoặc nghiên cứu thực hành; tuy nhiên, nghiên cứu giáo dục toán học, được biết đến ở lục địa Châu Âu với tên gọi khoa học giáo học hoặc sư phạm toán học, đã phát triển thành một lĩnh vực nghiên cứu sâu rộng, với các khái niệm, lý thuyết, phương pháp, các tổ chức quốc gia và quốc tế, hội nghị và văn học. Bài viết này mô tả lịch sử, ảnh hưởng và những tranh cãi gần đây của việc giảng dạy toán.

## Lịch sử
Toán học sơ cấp là một phần của hệ thống giáo dục ở hầu hết các nền văn minh cổ đại, bao gồm Hy Lạp cổ đại, Đế chế La Mã, xã hội Vệ Đà và Ai Cập cổ đại. Trong hầu hết các trường hợp, giáo dục chính quy chỉ dành cho trẻ em nam có địa vị, giàu có hoặc đẳng cấp đủ cao.

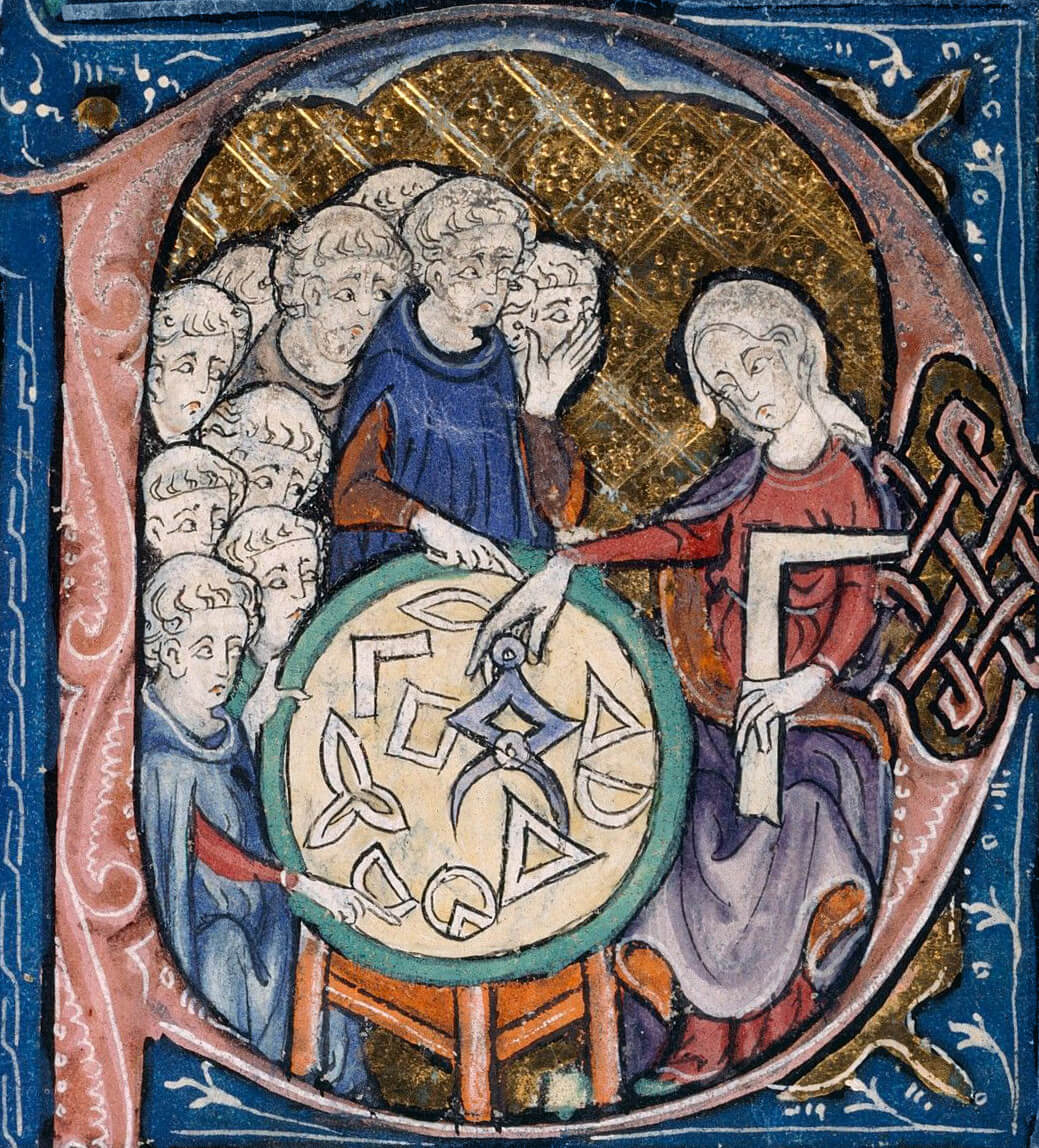
Hình minh họa ở đầu bản dịch thế kỷ 14 của tác phẩm Cơ sở, Euclid.

Trong sự phân chia nghệ thuật tự do của Platon thành trivium và quadrivium, quadrivium bao gồm các lĩnh vực toán học số học và hình học. Cấu trúc này được tiếp tục trong cấu trúc của nền giáo dục cổ điển đã được phát triển ở châu Âu thời trung cổ. Việc giảng dạy hình học hầu như dựa trên tác phẩm Cơ sở của Euclid. Những người học nghề như thợ nề, thương gia và người cho vay tiền được học các bài toán thực tế liên quan đến nghề nghiệp của họ.
Trong thời kỳ Phục hưng, địa vị học thuật của toán học đã giảm sút, bởi vì nó được kết hợp chặt chẽ với thương mại và trao đổi hàng hóa, và được coi là phi Thiên chúa giáo. Mặc dù nó tiếp tục được giảng dạy trong các trường đại học châu Âu, nó được coi là phụ thuộc vào việc nghiên cứu triết học tự nhiên, siêu hình học và đạo đức học. Chương trình giảng dạy số học hiện đại đầu tiên (bắt đầu với phép cộng, sau đó là phép trừ, phép nhân và phép chia) ra đời tại các trường dạy tính toán ở Ý vào những năm 1300. Trải rộng dọc theo các tuyến đường thương mại, những phương pháp này được thiết kế để sử dụng trong thương mại. Họ đối chiếu với toán học Platon được dạy tại các trường đại học, vốn là triết học hơn và quan tâm đến các con số như các khái niệm hơn là các phương pháp tính toán. Họ cũng đối chiếu với các phương pháp toán học được những người nghệ nhân thực hiện, với những phương pháp cụ thể cho các nhiệm vụ và công cụ trong tầm tay. Ví dụ, việc chia ba một đoạn thẳng có thể được thực hiện bằng một đoạn dây, thay vì đo độ dài và sử dụng phép chia số học.
Các sách giáo khoa toán học đầu tiên được viết bằng tiếng Anh và tiếng Pháp đã được Robert Recorde xuất bản, bắt đầu với The Grounde of Artes vào năm 1543. Tuy nhiên, có nhiều bài viết khác nhau về toán học và phương pháp luận toán học có từ năm 1800 TCN. Chúng chủ yếu xuất hiện ở Mesopotamia, nơi người Sumer đã thực hành phép nhân và chia. Ngoài ra còn có các cổ vật chứng minh phương pháp luận của người dân vùng đó để giải các phương trình như phương trình bậc hai. Sau người Sumer, một số công trình cổ đại nổi tiếng nhất về toán học đến từ Ai Cập dưới dạng Giấy cói toán học Rhind và Giấy cói toán học Matxcova. Rhind Papyrus nổi tiếng hơn có niên đại khoảng năm 1650 trước Công nguyên nhưng nó được cho là bản sao của một cuộn giấy thậm chí còn cũ hơn. Giấy cói này về cơ bản là một cuốn sách giáo khoa ban đầu cho học sinh Ai Cập.